# الکس لیم
الکس لیم (به انگلیسی: Alex Lim) (زادهٔ ۲۹ اوت ۱۹۸۰) شناگر اهل مالزی است.